# Ruhnu (plaats)
Ruhnu is een plaats in de Estlandse gemeente Ruhnu, provincie Saaremaa. Het is de enige plaats op het eiland Ruhnu; ze telt 89 inwoners (2021).

## Geschiedenis
Het dorp werd voor het eerst genoemd in 1688. Er zijn aanwijzingen dat er een ouder dorp heeft bestaan: Galbin (Gamla byn, ‘oud dorp’, in het Zweeds). Tot in 1944 bestond de bevolking voor het overgrote deel uit Zweden. In 1944, toen het Rode Leger Estland heroverde op nazi-Duitsland, vluchtte vrijwel de totale bevolking naar Zweden. Esten namen hun plaats in. Het inwoneraantal was het hoogst in 1842; toen leefden er 389 mensen in het dorp. In 1969 vernielde een zware storm de haven en een groot deel van de gebouwen op het eiland. Het visserscollectief moest worden opgeheven. Veel bewoners verlieten het eiland. In 1967 had Ruhnu 222 inwoners; in 1973 waren dat er nog maar 99. In 1979 woonden er 58 mensen. Pas na 2010 begon het inwonertal weer langzaam te stijgen, tot 141 in 2019. In 2021 zakte het inwonertal weer onder de 100.
Het dorp heeft twee kerken. De ene is een houten kerk, gewijd aan Maria Magdalena, die is gebouwd in 1643. De kerk is het oudst bewaard gebleven houten gebouw in Estland. Toen de Zweden in 1944 vertrokken, namen ze de glas-in-loodramen van de kerk mee. Ze zijn te bezichtigen in het Staats Historisch Museum in Stockholm. De andere kerk, doorgaans Nieuwe Kerk (Estisch: Ruhnu uus kirik) genoemd, is in 1912 in gebruik genomen. Deze kerk is in steen gebouwd, maar de toren is van hout. De kerken staan pal naast elkaar.